# Miguel Eyegue
Miguel Eyegue Ntutumu (Mikomeseng, mayo de 1933 – Malabo, 29 de septiembre de 1979) fue un político ecuatoguineano.

## Biografía
Su hermano era Ángel Masié Ntutumu, primer ministro del Interior de Francisco Macías Nguema.
En 1941, fue apadrinado por Enrique Nvo. En 1947 ingresó a la Escuela Superior Provincial, sin acabar sus estudios. En 1948 ingresó a la Guardia Territorial, la que abandonó en 1950 para incursionar en el sector comercial.
Tras la Independencia de Guinea Ecuatorial se desempeñó desde octubre de 1968 como Presidente del Consejo Provincial y desde julio de 1971 como gobernador civil de Río Muni.
Durante la dictadura de Francisco Macías Nguema se desempeñó como funcionario carcelero, siendo responsable de la ejecución de muchos presos políticos.
Tras la destitución de Edmundo Bossio en 1974, Eyegue asumió el 2 de marzo de ese año como Vicepresidente en funciones de Guinea Ecuatorial. Fue destituido, encarcelado y torturado tras ser implicado en el intento de golpe de Estado de 1976.
Tras el Golpe de la Libertad liderado por Teodoro Obiang, Eyegue fue juzgado junto a Macías y otros acusados por los crímenes cometidos durante la dictadura. Fue condenado a muerte y fusilado el 29 de septiembre de 1979, a la edad de 46 años.